# Вежа Макао
Вежа Макао (кит.: 澳門塔; ютпхін: ou3 mun4*2 taap3; порт. Torre de Macau, повна назва порт. Centro de Convenções e Entretenimento da Torre de Macau) —телевізійна вежа у районі Се в Макао. Має висоту в 338 метрів та є найвищою спорудою в Макао, а також 18-ю за висотою спорудою Китаю та 19-ю за висотою телевізійною вежею у світі. На вершині башні є обзорні майданчики, театри, торгові точки та ресторан, що обертається. Є можливість пройти пішу екскурсію зовнішнім краєм вершини вежі. З висоти 233 метри з вежі є можливість стрибнути банджі, що є найвищою висотою комерційно доступного банджі-джампінґу у світі.
Вежу розробили новозеландські компанії «Beca Group» та «Moller Architects». Вона входить у Всесвітню федерацію великих веж. Крім туризму, вежа також використовується для телекомунікацій та радіомовлення. Вежа та готель «Grand Lisboa» є найвпізнаванішими пам'ятками Макао.

## Історія

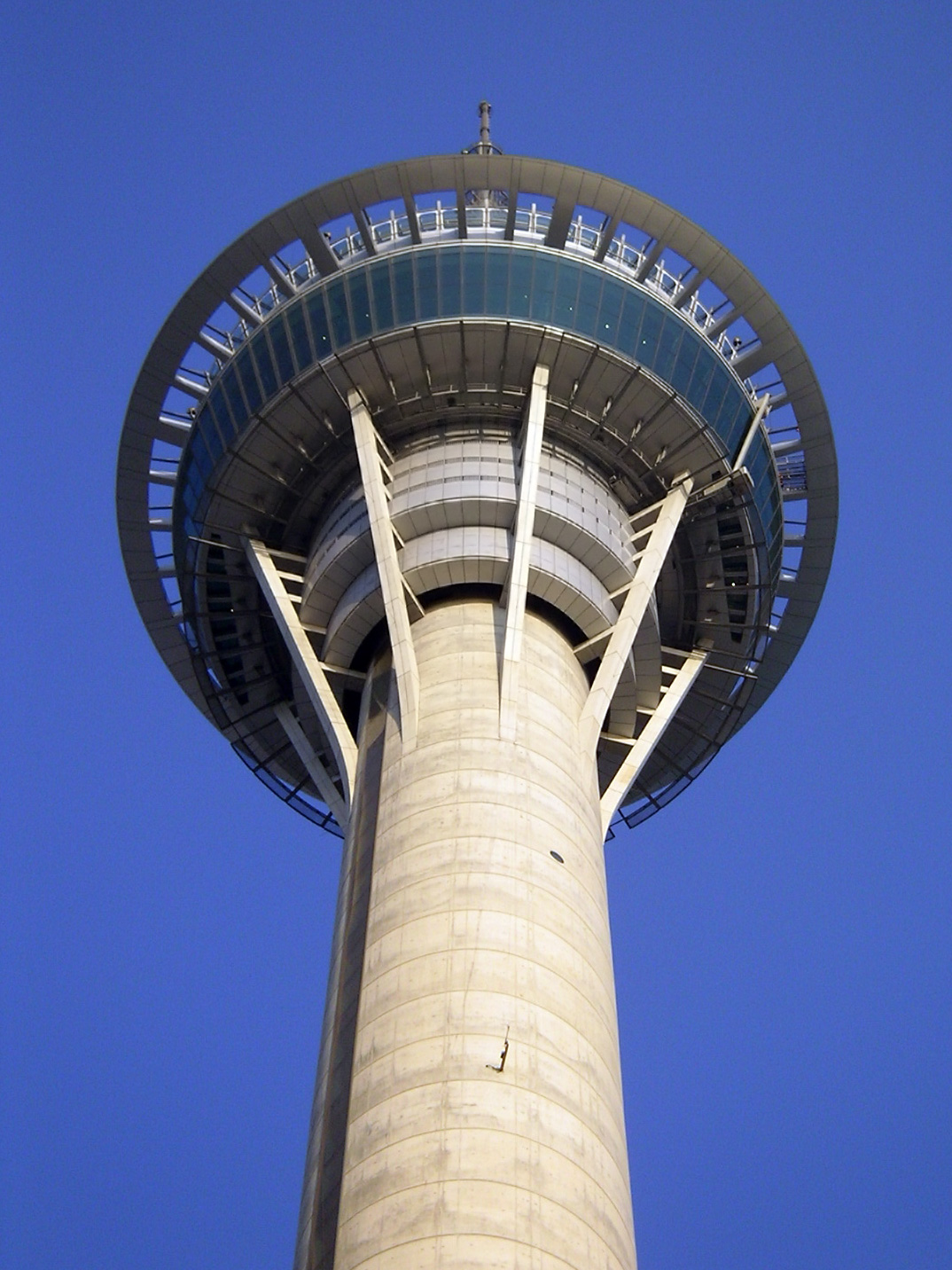
Вежа Макао

Під час візиту до Окленда, що в Новій Зеландії, ігорний магнат Стенлі Хо Хунг-Сан був настільки вражений Sky Tower, що вирішив замовити будівництво подібної вежі в Макао. Вежу спроектували новозеландська інженерна фірма «Beca Group» і Гордон Моллер з компанії «Moller Architects» для «Sociedade de Turismo e Diversões de Macau». Будівництво вежі розпочалося в 1998 році, офіційне відкриття — 19 грудня 2001 року. Архітектор вежі — Лес Дикстра.

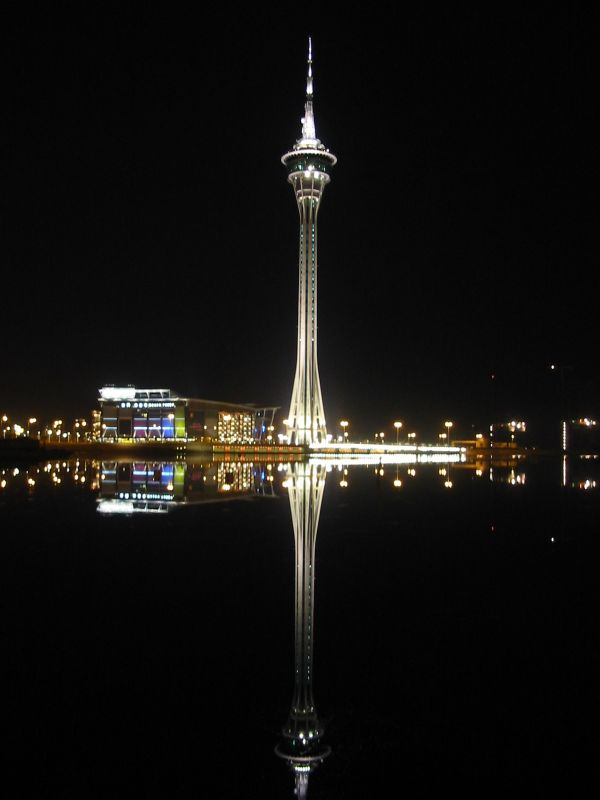
У вежі також є кілька магазинів і кінотеатр.

## Банджі-джампінг
Вежа часто використовувалася для проведення заходів з банджі-джампінгу, як професійними стрибунами, так і як частина розважальних шоу.
17 грудня 2006 року батько сучасного банджі-джампінгу Ей Джей Хакетт і популярний артист Едісон Чен побили два рекорди Гіннеса на вежі Макао. Ей Джей Хакетт побив власний рекорд за найвищий стрибок з банджі з будівлі, який він поставив у 1987 році з Ейфелевої вежі. Едісон Чен представляв Вежу Макао, щоб претендувати на «Найвищий у світі об’єкт для банджі-стрибків».
Джек Осборн стрибав з вежі в третій серії шоу «Jack Osbourne: Adrenaline Junkie». Ентоні Бурден стрибнув з верхнього поверху будівлі в епізоді шоу «Anthony Bourdain: No Reservations». На вежі також зняли перший епізод китайського вар'єте-шоу «Up Idol» (кит.: 我们来了).

## У культурі
На вежі проходила фотозйомка в 10 епізоді шоу «Топмодель по-американськи». У дописі в Instagram 2018 року учасниця Анналіз Дейес розповіла, що погода була настільки погана, що вежу закрили для відівдувачів.
В третьому епізоді «Ідіота за кордоном 3», Карл Пілкінгтон ходив по периметру одного з найвищих поверхів, а Ворвік Девіс здійснив контрольований спуск на землю.
На вежі також був знятий 133 епізод корейського шоу «Running Man». Основні учасники та гості програми, Лі Дон Ук і Хан Хе Чжин, отримали три місії, які потрібно було виконати на вежі, щоб отримати трьох необхідних персонажів, щоб перейти до наступної місії.